# A Princess of Mars

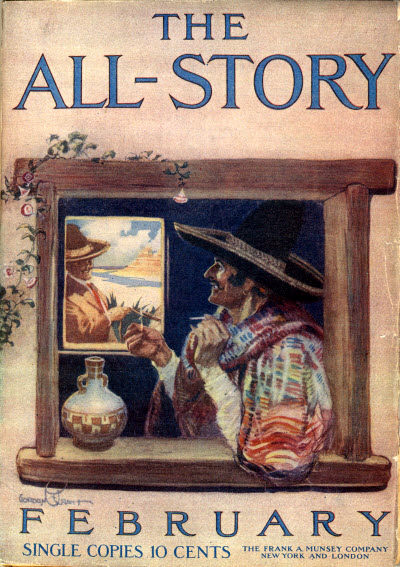
Capa da edição de fevereiro de 1912 da revista pulp The All-Story, onde a primeira das sete partes de "Under the Moons of Mars" foi publicada. Posteriormente, a história foi renomeada para "A Princess of Mars" na primeira edição em formato de livro em 1917.

Uma Princesa de Marte (A Princess of Mars, no original)  é um romance de fantasia científica de Edgar Rice Burroughs, o primeiro de sua série Barsoom. Repleto de lutas de espadas e  proezas audazes, o romance é considerado um exemplo clássico da literatura pulp do século XX. É também um exemplo seminal do romance planetário, um subgênero da fantasia científica que se tornou muito popular nas décadas após a sua publicação. Seus primeiros capítulos contêm também elementos de faroeste. A história se passa no Planeta Marte, imaginado como um planeta moribundo com um ambiente de deserto inóspito. Esta visão de Marte foi baseado nos trabalho dos astrônomos Percival Lowell e Camille Flammarion sobre os supostos canais de Marte.
Foi publicado pela primeira vez na revista pulp All-Story com título "Under the Moons of Mars" em 1912, Mais tarde foi publicado como um livro pela A.C. McClurg em 1917.
A série Barsoom inspirou uma série de bem-conhecidos escritores de ficção científica do século XX, incluindo Jack Vance, Ray Bradbury, Arthur C. Clarke, Robert A. Heinlein  e John Norman. A série também foi inspiradora para muitos cientistas nas áreas de exploração do espaço e a busca por vida extraterrestre, incluindo Carl Sagan, que leu A Princess of Mars quando ele era uma criança. A obra encontra-se em domínio público, porém os herdeiros de Burroughs ainda possuem direitos da marca registrada.

## No Brasil
No Brasil o livro só foi publicado em 2010 pela Editora Aleph.

## Personagens principais
- John Carter, é um nativo de Virginia, EUA. Enquanto morava na Terra lutou na Guerra Civil  no  lado confederado, servindo como capitão. Ele descobriu uma mina de ouro por isso é imensamente rico. Fugindo um grupo de índios pele vermelha entra refúgio em uma caverna onde ele entra em um estado de sonolência. Ao acordar ele se encontra em  Mars.
- Capitão James K. Powell, um nativo de Richmond, Virginia, é um oficial confederado, especialista em minas e um experiente caçador de índios.
- Dejah Thoris filha de Mors Kajak e neta de Tardos Mors Jeddak de Helium. Ela é uma princesa marciano do reino Helium dos homens vermelhos, de aparência humana e excepcionalmente bela. Ele é corajoso e decidido e muitas vezes em perigo mortal. Ela é o interesse amoroso de John Carter.
- Tars Tarkas marciano verde, grande guerreiro, feroz, cruel e corajoso.
- Alone uma marciana verde, filha secreta de Tars Tarkas é de bom coração e bons sentimentos, o que torna Thark um traidor de seu povo.
- Woola, uma espécie de cão marciano monstruoso e gigantesco, com cabeça de sapo e presas. Professa lealdade absoluta para John Carter.
- Sarkoja um marciano verde, nove anos de idade, pérfido, cruel e traiçoeiro.
- Tal Hajus um verde marciano Jeddak de Thark, famoso por sua extrema crueldade e ferocidade com prisioneiros que caem em suas mãos.

## Gêneros
Enquanto o romance é muitas vezes classificado como fantasia científica, também pertence aos subgêneros romance planetário e espada e planeta, que possuem afinidades com a fantasia e a espada e feitiçaria. Distingue-se pela sua inclusão de elementos científicos (ou pseudo-científicos). Tradicionalmente, romances planetários ocorrem na superfície de um mundo alienígena, e muitas vezes incluem lutas de espadas; monstros; elementos sobrenaturais, tais como: habilidades telepáticas (em oposição a magia), culturas semelhantes a do Planeta Terra em épocas pré-industriais, especialmente com as estruturas sociais teocráticos ou dinásticas. Naves espaciais podem aparecer normalmente, mas não são fundamentais para a história. Esta é uma diferença fundamental da space opera, em que geralmente naves espaciais são fundamentais para a narrativa. Embora existam exemplos anteriores nos gêneros, A Princesa of Mars e suas sequelas são os mais conhecidos, e eles foram uma influência dominante em autores posteriores.
O romance também compartilha uma série de elementos de faroestes, como ambientações desérticas, mulheres sendo raptadas, e um climático confronto de vida ou morte com o antagonista.

## Adaptações

### Filmes
Em 2009 foi lançado um filme diretamente em vídeo intitulado "Princess of Mars" com os atores  Antonio Sabato Jr. no papel de Carter e Traci Lords como Dejah Thoris.
Em 9 de março de 2012, a Disney lançou o filme "John Carter: Entre Dois Mundos", dirigido por Andrew Stanton, com Taylor Kitsch no papel de John Carter.